# Ethan Hawke
Ethan Green Hawke (født 6. november 1970 i Austin, Texas, USA) er en amerikansk skuespiller.
Hawke blev student fra The Hun School of Princeton og påbegyndte derefter sin filmkarriere. Han debuterede i Exploreres i 1985. Han fik sit gennembrud i Døde poeters klub i 1989 og har siden medvirket i en række film. I 1996 debuterede han som forfatter med bogen The Hottest State, der blev filmatiseret i 2007.
Ethan Hawke var 1998−2004 gift med skuespilleren Uma Thurman, som han har to børn med; Maya Ray (f. 1998) og Roan (f. 2002).

## Filmografi i udvalg
- Explorers (1985)
- Døde poeters klub (1989)
- Ulvehunden (1991)
- I den klare nat (1992)
- Vi lever (1993)
- Reality Bites (1994)
- Before Sunrise (1995)
- Gattaca (1997)
- Store forventninger (1998)
- The Newton Boys (1998)
- Sneen på cedertræerne (1999)
- Chelsea Walls (2001)
- Training Day (2001)
- Before Sunset (2004)
- Taking Lives (2004)
- Lord of War (2005)
- Sidste Nat på Station 13 (2005)
- The Hottest State (2006)
- Daybreakers (2009)
- Sinister (2012)
- Getaway (2013)
- Before Midnight (2013)